# نظافة شخصية
النظافة الشخصية هي مجموعة العادات والممارسات التي يفعلها الإنسان للحفاظ على صحته ورائحته، تعدّ هي عماد الصحة و عامل مهم في احترام الناس ومبعث الحيوية والنشاط للإنسان، قد يمنع الحياء المحيطين بالإنسان من إخباره بالإشمئزاز منه لذا يجب الاهتمام بالنظافة الشخصية.

## أهداف النظافة الشخصية
- الوقاية من الأمراض.
- للحصول على حياة اجتماعية وأسرية و عملية ناجحة.
- الأجر والثواب.

## النظافة الشخصية في الأديان

### النظافة الشخصية في الدين الإسلامي
- قال تعالى: ﴿إن الله يحب التوابين ويحب المتطهرين﴾.سورة البقرة الآية:222.
- قال رسول الله صلى الله عليه وسلم: 《إن الله طيب يحب الطيب نظيف يحب النظافة كريم يحب الكرم جواد يحب الجود فنظفوا -أراه قال- أفنيتكم ولا تشبهوا باليهود》 [1]
- قال رسول الله صلى الله عليه وسلم: 《الطهور شطر الإيمان》.[2]
- قال الامام الشافعي : من نظف ثوبه، قلّ همه، ومن طاب ريحه زاد عقله.
- قال صلى الله عليه وسلم: (إنكم قادمون على إخوانكم فأصلحوا رحالكم وأصلحوا لباسكم حتى تكونوا شامة بين الناس)[3] ، و الشامة هي النكتة السوداء في الوجه، والمقصود منه أن يكون المسلم ظاهرا بنظافته وطيب ريحه بين الناس كما تكون الشامة ظاهرة في الوجه.

### النظافة الشخصية في الدين المسيحي
للنظافة في المسيحية أو الطهارة في المسيحية عدة أوجه وهي: جسديّة، وروحيّة، وعقليّة، وأدبيّة. فجسديًا مطلوب من المسيحي الاهتمام بنظافة بدنه، وفي مظهره الخارجي وفي نظافة ثيابه والاهتمام بالطيب والتعطر بالروائح العطرة، أما روحيًا فتعني الابتعاد عن النجاسة الروحيّة وهي الخطيئة حسب المفهوم المسيحي والتي تنبع من القلب ومصدرها القلب وحده حسب المفهوم المسيحي، أمّا من الناحية العقلية فهي اجتناب الأفكار النجسة مثل الاشتهاء.
يعني الوضوء في الدين غسل جزء من أو كل الجسم أو ممتلكاتهم، مثل الملابس بهدف الطهارة. ويُعتبر كل من طقس المعمودية وغسل الأرجل وغسل اليدين خلال القداس الإلهي من طقوس الوضوء في المسيحية أو طقوس الإغتسال في المسيحية.
في الكتاب المقدس هنالك عدد من الآيات التي تحث وتدعو إلى النظافة الشخصية. منها على سبيل المثال حث بولس الطرسوسي في رسالته: «أَيُّهَا الأَحِبَّاءُ لِنُطَهِّرْ ذَوَاتِنَا مِنْ كُلِّ دَنَسِ الْجَسَدِ وَالرُّوحِ، مُكَمِّلِينَ الْقَدَاسَةَ فِي خَوْفِ اللهِ». كذلك فإن الغسل واجب اجتماعي له أهميته، فضلًا عن غسل الجسم كله، وغسل الأيدي والأرجل. شجعت الديانة المسيحية على الاعتناء بالنظافة الشخصية. كما وشكلت إيديولوجية النظافة والتقدّم الاجتماعي جزءًا من الفرائض للطوائف والمجتمعات المسيحيّة.
تبنّت عدد من الحركات المسيحية نشر والتوعية عن النظافة الشخصية خاصًة خلال الثورة الصناعية، وذلك من خلال عقيدة النظافة من الإيمان، ومنها حركات الإنجيل الإجتماعي التي ظهرت داخل الكنائس البروتستانتية، ولعلّ أبرز هذه الحركات «جيش الخلاص» الذي شكَّله الزوجين وليم وكاثرين بوث، وقد كان لهم دور في نشر والتوعية عن النظافة الشخصية  ونقلًا عن كتاب الصحة والطب في التعاليم الانجيلية، كان أحد شعاراتهم الأبكر: «الصابون، الحساء، والخلاص». فضلًا عن تشديدهم على الإستحمام خاصًة عشية يوم السبت ويوم الأحد تحضيرًا للقداس وتقديمهم وإنتاج منتجات خاصة بالنظافة الشخصيّة.

## أسباب عدم الاهتمام بالنظافة الشخصية
- عدم الوعي
- عدم توافر الماء
- المرض
- الاكتئاب والكسل
- الجوع

## نظافة الجسد
- الاستحمام كل يوم لجميع الأعمار - أو على الأقل ثلاث مرات أسبوعيا، يجب أن يكون الحمام سريع في حدود 5 دقائق حفظا للماء والوقت [20]

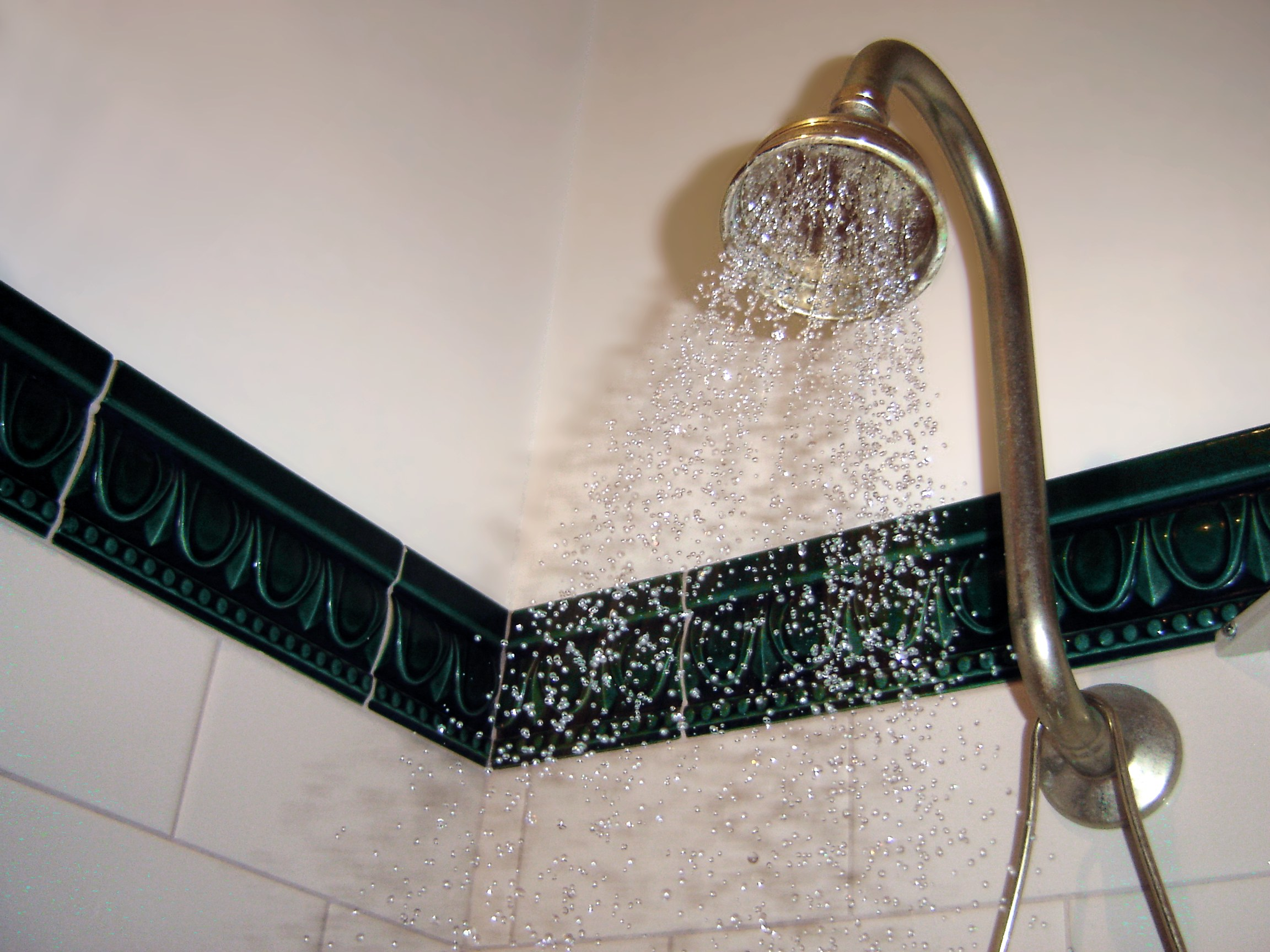

- نتف شعر الإبطين وحلق العانة بصفة دورية (اسبوعيا مثلا) عن طريق المقص أو مكنة الحلاقة بشرط تعقيم مكنة الحلاقة بالكحول.
- تقليم الأظافر مرة كل أسبوعين
- استخدام مزيلات رائحة العرق.
- يجب الاهتمام بالرياضة وتقليل الوزن والأكل الصحي .
- يجب الابتعاد عن الأنواع غير المناسبة من الملابس مثل الألياف الصناعية والكارينا .
- تقليم الأظافر بشكل دوري والحرص على نظافتها.
- تنظيف الاسنان يومياً
- الاهتمام بنظافة الشعر
- تغير ملابس داخلية يومياً

## نظافة الفم
قد تكون رائحة الفم سبب في انفصال المخطوبين أو المتزوجين، أو سبب في خسارة العمل لذا يجب الاهتمام بنظافة الفم .

### أسباب رائحة الفم الكريهة
- بعض أنواع الأكل مثل الثوم والبصل
- بعض الأمراض مثل السموم
- أمراض الكبد
- الإمساك المزمن
- الجفاف
- التهاب اللثة
- التهاب اللوز
- ضعف الجهاز المناعي

### طرق علاج رائحة الفم الكريهة والوقاية منها
- التقليل من أكل البصل والثوم
- التنظيف الدوري للأسنان .
- زيارة طبيب الأسنان مرة في العام وتنظيف اللثة والأسنان .
- الاهتمام بشرب المياه لعدم حدوث جفاف للفم
- علاج اللوز الملتهبة أو استئصالها.
- مضغ اللبان(العلك) بدون سكر وهذا الحل غير مفضل لأصحاب الحشوات والتركيبات في الفم .
- استخدام المسواك يوميا على الاقل مرتين ويمكن استخدام بدلا عنه الفرشاة والمعجون .

## إرشادات خاصة بالملابس
- يجب ارتداء ملابس خارجية نظيفة، وتغيير الملابس الداخلية يوميا أو مرة كل يومين .
- يجب غسل الجوراب يوميا بعد ارتدائه .
- يجب خلع الساعة والمجوهرات خلال العمل لعدم حمل الأتربة والجراثيم .
- يجب تنظيف الحذاء عند الدخول إلى المنزل .

## النظافة الشخصية للأطفال
- يجب تعويد الأطفال أكبر من 6 سنوات على الاستحمام يوميا حتى تتكون العادة عندهم
- ممكن لف البشكير أو الفوطة الخاصة بالأطفال حول قربة أو زجاجة بها مياه دافئة وتغطيتهم بها بعد الاستحمام لتقليل إحساس الأولاد بالبرد، خصوصا في الشتاء .
- يمكن أيضا دهن زيت (جونسون مثلا) على جسم الأطفال بعد الإستحمام لتقليل إحساسهم بالبرد .

## إرشادات للسيدات
- يفضل لمرضى السكر عدم استخدام الحلاوة في نزع الشعر .
- أثناء الدورة الشهرية يجب تغيير الفوط الصحية كل 2-4 ساعات، ويجب حفظها في مكان جاف بعيد عن الحمام.
- الجفاف بعد الاستحمام هام جدا لعدم نمو الفطريات .
- استخدام الصابون في منطقة المهبل قد تزيد من الفطريات والرائحة غير الجيدة، يفضل استخدام الماء فقط والاهتمام بالتجفيف .
- شطف الإيشارب والشراب يوميا .
- عدم تطويل الأظافر وتنظيفها بصفة دورية.